# CD Laudio
A CD Laudio, teljes nevén Club Deportivo Laudio, baszkul Laudio Kirol Kluba spanyol labdarúgócsapatot 2002-ben alapították, 2015/16-ban az ötödosztályban szerepelt. Jogelődje az SD Llodio volt.

## Statisztika
| Szezon  | Osztály    | Poz. | Copa del Rey |
| ------- | ---------- | ---- | ------------ |
| 2002/03 | Preferente | —    |              |
| 2003/04 | 3ª         | 17th |              |
| 2004/05 | 3ª         | 15th |              |
| 2005/06 | 3ª         | 6th  |              |
| 2006/07 | 3ª         | 13th |              |
| 2007/08 | 3ª         | 15th |              |
| 2008/09 | 3ª         | 8th  |              |
| 2009/10 | 3ª         | 11th |              |
| 2010/11 | 3ª         | —    |              |